# Pays-Bas au Concours Eurovision de la chanson 1979
Les Pays-Bas ont participé au Concours Eurovision de la chanson 1979 le 31 mars à Jérusalem. C'est la 24e participation des Pays-Bas au Concours Eurovision de la chanson.
Le pays est représenté par Xandra et la chanson Colorado, sélectionnées respectivement en interne et au moyen d'une finale nationale organisée par la Nederlandse Omroep Stichting (NOS).

## Sélection

### Nationaal Songfesival 1979
Le radiodiffuseur néerlandais, la Nederlandse Omroep Stichting (NOS), organise la 22e édition du Nationaal Songfestival (nl), pour sélectionner l'artiste et la chanson représentant les Pays-Bas au Concours Eurovision de la chanson 1979.
Le Nationaal Songfesival 1979, présenté par Martine Bijl, a eu lieu le 7 février 1979 au centre des congrès RAI à Amsterdam.

#### Finale
Cinq chansons ont été interprétées au Nationaal Songfesival 1979 par la chanteuse Sandra Reemer (sous le nom Xandra), sélectionnée en interne. Les chansons sont toutes interprétées en néerlandais, langue nationale des Pays-Bas.
| Ordre | Artiste | Chanson          | Traduction     | Points | Place |
| ----- | ------- | ---------------- | -------------- | ------ | ----- |
| 1     | Xandra  | Lieveling        | Mon cher       | 109    | 2     |
| 2     | Xandra  | Lila lavendel    | Lavande lila   | 66     | 5     |
| 3     | Xandra  | Intercity        | Intercité      | 104    | 3     |
| 4     | Xandra  | Waar ben je heen | Où es-tu parti | 68     | 4     |
| 5     | Xandra  | Colorado         | –              | 203    | 1     |

Lors de cette sélection, c'est la chanson Colorado, interprétée par Xandra, qui fut choisie.
Le chef d'orchestre sélectionné pour les Pays-Bas à l'Eurovision 1979 est Harry van Hoof (en).

## À l'Eurovision

### Points attribués par les Pays-Bas
| 12 points | France      |
| 10 points | Espagne     |
| 8 points  | Danemark    |
| 7 points  | Grèce       |
| 6 points  | Norvège     |
| 5 points  | Royaume-Uni |
| 4 points  | Luxembourg  |
| 3 points  | Portugal    |
| 2 points  | Allemagne   |
| 1 point   | Israël      |

### Points attribués aux Pays-Bas
| 12 points  | 10 points                    | 8 points                       | 7 points | 6 points |
| ---------- | ---------------------------- | ------------------------------ | -------- | -------- |
|            | - Irlande                    | - Danemark                     | - Israël |          |
| 5 points   | 4 points                     | 3 points                       | 2 points | 1 point  |
| - Finlande | - Autriche - Norvège - Suède | - Allemagne - Belgique - Grèce |          |          |

Xandra interprète Colorado en 14e position, suivant le Luxembourg et précédant la Suède. 
Au terme du vote final, les Pays-Bas terminent 12es sur 19 pays, ayant reçu 51 points au total provenant de dix pays,. Les Pays-Bas ont attribué leurs douze points à la France.